# Majk Mansfild
Majkl Džozef Mansfild (16. mart 1903 – 9. oktobar 2001) bio je američki političar, pripadnik Demokratske partije i diplomata koji je predstavljao Montanu u Predstavničkom domu Sjedinjenih Država od 1943. do 1953. i Senatu Sjedinjenih Država od 1953. do 1977. Kao vođa demokratskog poslaničkog kluba Senata od 1961. do 1977, Mansfild je vodio programe Velikog društva kroz Senat; njegov mandat od tačno šesnaest godina bio je najduži od svih partijskih lidera u istoriji Senata, sve dok rekord nije oborio Mič Makonel 2023.
Rođen u Bruklinu u Njujorku, Mansfild je odrastao u Grejt Folsu, Montana. Lagao je o godinama kada je služio u Mornarici Sjedinjenih Država tokom Prvog svetskog rata. Posle rata postao je profesor istorije i političkih nauka na Univerzitetu u Montani. Pobedio je na izborima za Predstavnički dom i služio je u Komitetu za spoljne poslove Doma tokom Drugog svetskog rata.
Godine 1952, pobedio je tadašnjeg republikanskog senatora Zalesa Ektona i zauzeo mesto u Senatu. Mansfild je služio kao predvodnik većine u Senatu od 1957. do 1961. Mansfild se uspeo na poziciju lidera većine u Senatu nakon što je Lindon B. Džonson dao ostavku u Senatu da bi postao potpredsednik. U kasnijim godinama Vijetnamskog rata, protivio se eskalaciji američkog angažmana i podržavao je planove predsednika Ričarda Niksona za vijetnamizaciju.
Nakon povlačenja iz Senata, Mansfild je služio kao ambasador Sjedinjenih Država u Japanu od 1977. do 1988. Mansfild je bio američki ambasador u Japanu sa najdužim stažom u istoriji. Po odlasku u penziju odlikovan je najvišim civilnim priznanjem u zemlji, Predsedničkom medaljom slobode. Mansfild je kasnije neko vreme služio kao viši savetnik za istočnoazijske poslove u Goldman Saksu. Majk je umro od srčane insuficijencije u Vašingtonu.

## Literatura
- Oberdorfer, Don (2003). Senator Mansfield: The Extraordinary Life of a Great American Statesman and Diplomat. Soho Press. ISBN 1-58834-166-6.
- Olson, Gregory A. (1995). 'Mansfield and Vietnam, a Study in Rhetorical Adaptation. Michigan State University Press. online
- Valeo, Francis R. (1999). Mike Mansfield, Majority Leader: A Different Kind of Senate, 1961–1976. New York: M. E. Sharpe. ISBN 0-7656-0450-7. online
- Whalen, Charles and Barbara (1985). The Longest Debate: A Legislative History of the 1964 Civil Rights Act. Cabin John, Maryland: Seven Locks Press. ISBN 9780932020345.
- „The Honorable Michael J. Mansfield”. Who's Who in Marine Corps History. History Division, United States Marine Corps. Архивирано из оригинала 29. 4. 2007. г. Приступљено 22. 4. 2006.
- Thorne, Christopher (11. 10. 2001). „Laid to Rest, A Tribute to Mike Mansfield”. Associated Press. Архивирано из оригинала 14. 10. 2004. г. Приступљено 19. 7. 2006.

## Spoljašnje veze
- Arlington National Cemetery
- The Maureen and Mike Mansfield Foundation, US-Asia relations
- The Maureen and Mike Mansfield Center at the University of Montana
- Legislative Summary: Statement by Senator Mike Mansfield Архивирано децембар 24, 2013 на сајту , John F. Kennedy Library, 1964
- Remarks at the Presentation Ceremony for the Presidential Medal of Freedom – January 19, 1989 Архивирано новембар 7, 2009 на сајту
- Mike Mansfield Papers (University of Montana Archives)
- Mansfield's America Oral History Project (University of Montana Archives)
- Don Oberdorfer Interviews with Mike Mansfield Oral History Project (University of Montana Archives)
- A film clip "Longines Chronoscope with Michael Mike Mansfield" is available at the Internet Archive
- Majk Mansfild na veb-sajtu  (jezik: engleski)